# Tricocisto

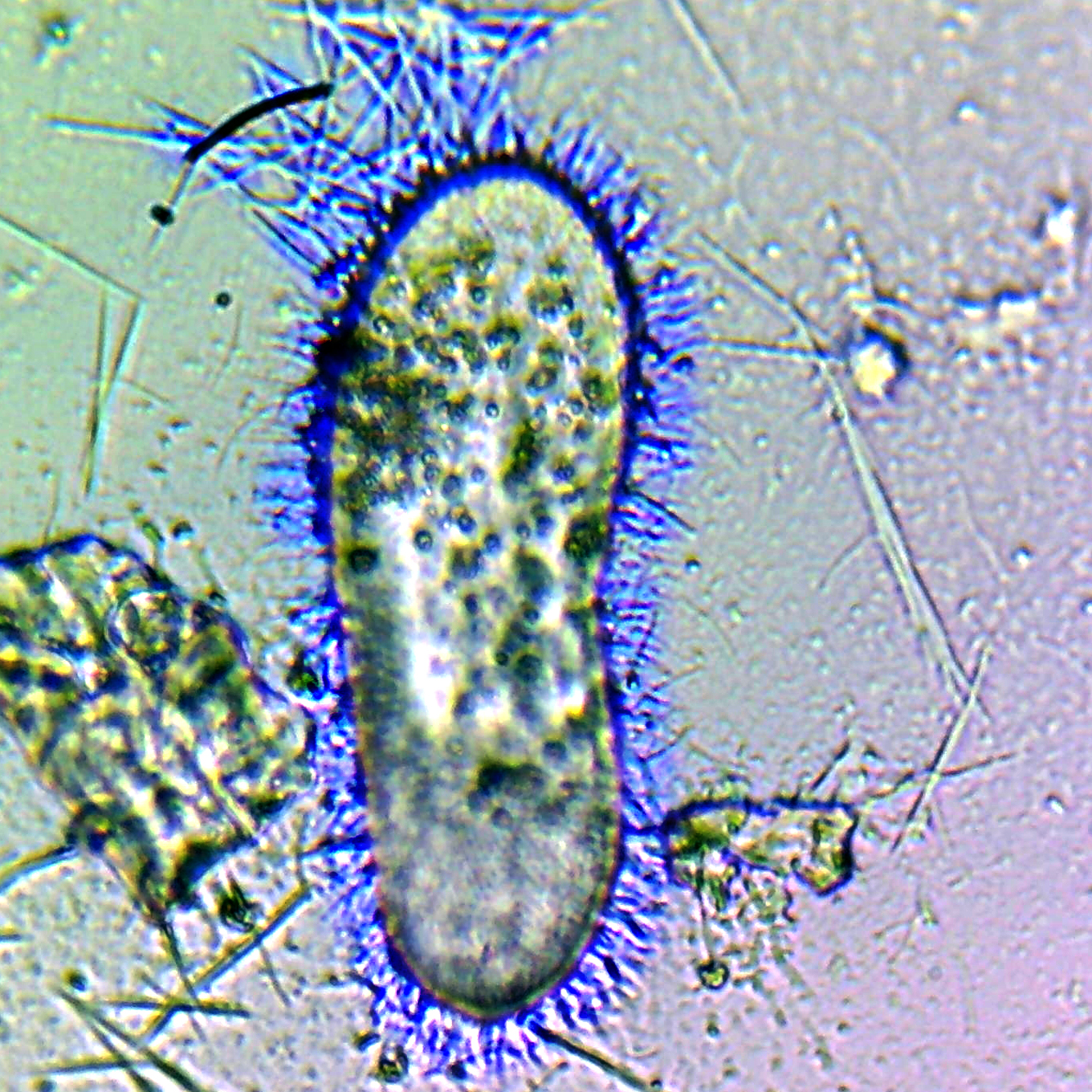
Paramecium tetraurelia, um ciliado, com os tricocistos descarregados (coloridos artificialmente em azul).

Um tricocisto é um organelo que se encontra em ciliados e dinoflagelados.
É uma estrutura no córtex de determinados protozoários ciliados e flagelados que consiste numa cavidade e filamentos compridos e finos que podem ser ejectados em resposta a certos estímulos. Os tricocistos podem estar amplamente distribuídos por todo o micro-organismo ou em certas áreas restritas (por exemplo, em tentáculos, papilas ou ao redor da boca). Existem vários tipos. Os tricocistos mucóides são inclusões alongadas que podem ser ejectados como corpos visíveis depois duma estimulação artificial. Os tricocistos filamentosos em Paramecium e outros ciliados são descarregados como filamentos compostos por um caule com estriações cruzadas e uma ponta. Os toxicistos (em Dileptus e certos protozoários carnívoros) tendem a estar localizados ao redor da boca. Quando descarrega um toxicisto, expele um longo filamento não estriado com extremidade em forma de farpa, que paralisa ou mata outros micro-organismos; este filamento é utilizado para capturar alimento e, presumivelmente, para defesa.
A importância funcional doutros tricocistos não é clara, embora os de Paramecium aparentemente possam ser extrudidos para ancorar-se ao substrato durante a alimentação.